# 기아 타우너
기아 타우너(Kia Towner)는 1992년부터 2002년까지 생산된 기아의 경상용차이다.

## 1세대(S80/S82)

### 타우너(1992년5월~2002년10월)

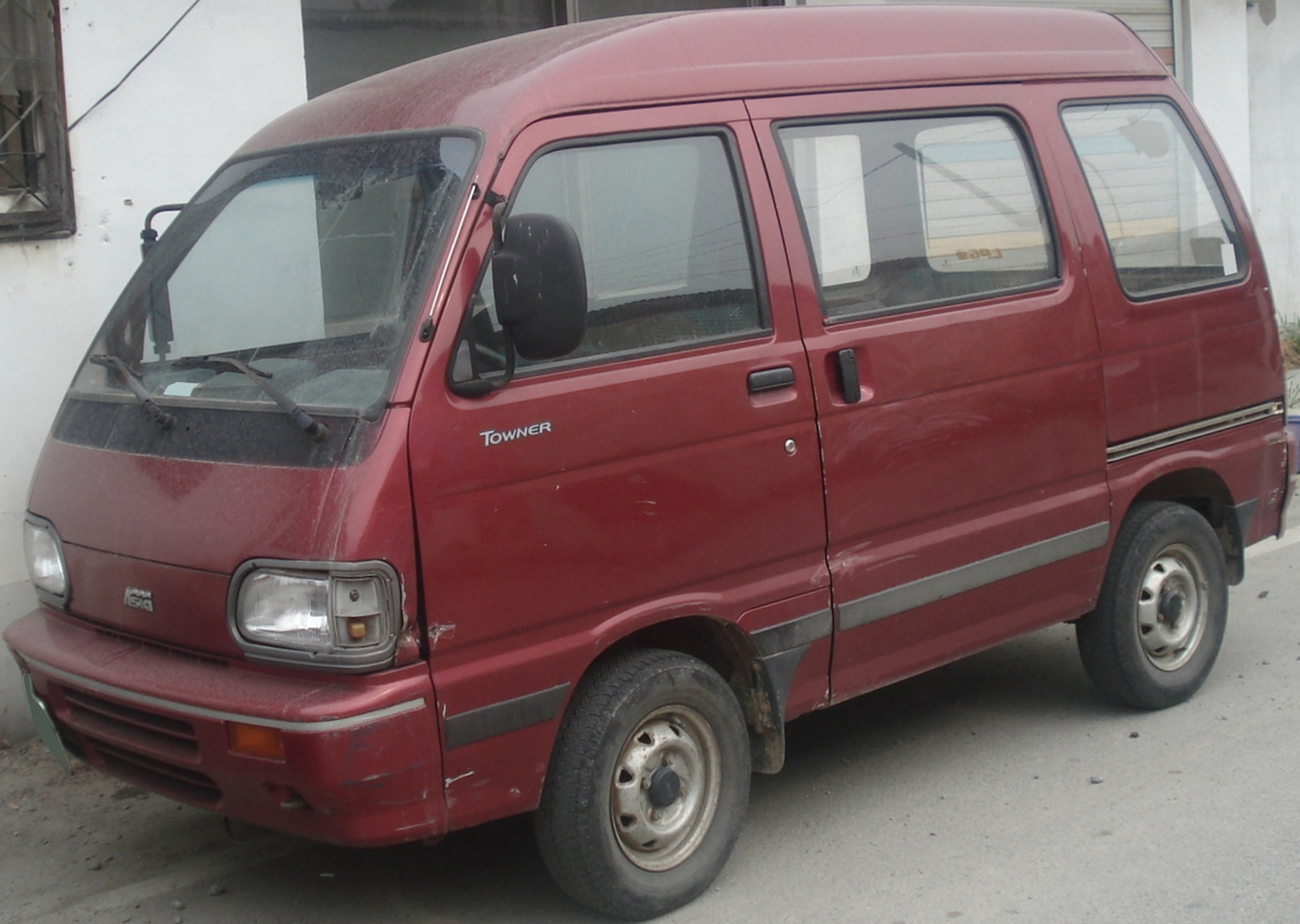
기아 타우너 정측면

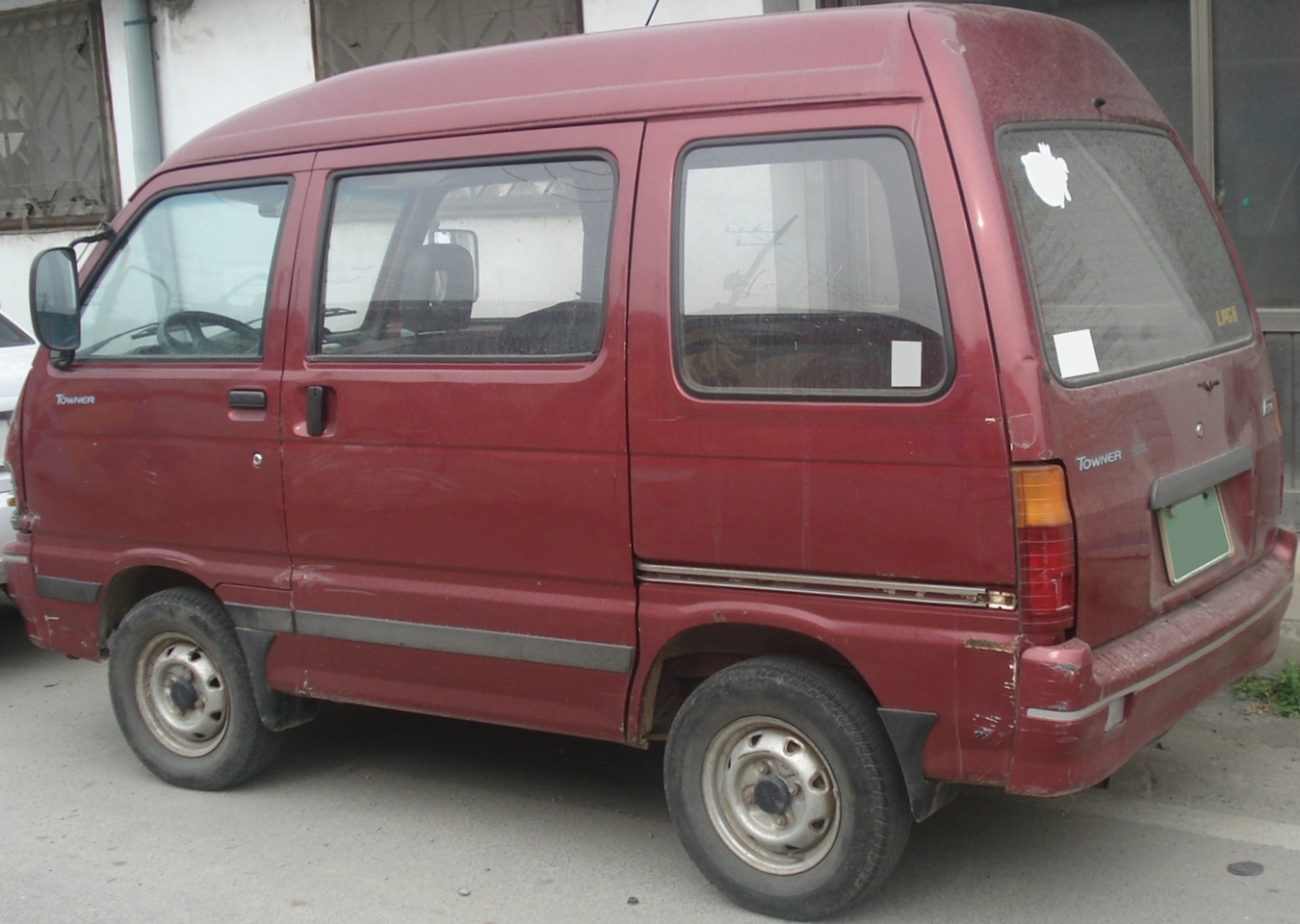
기아 타우너 후측면

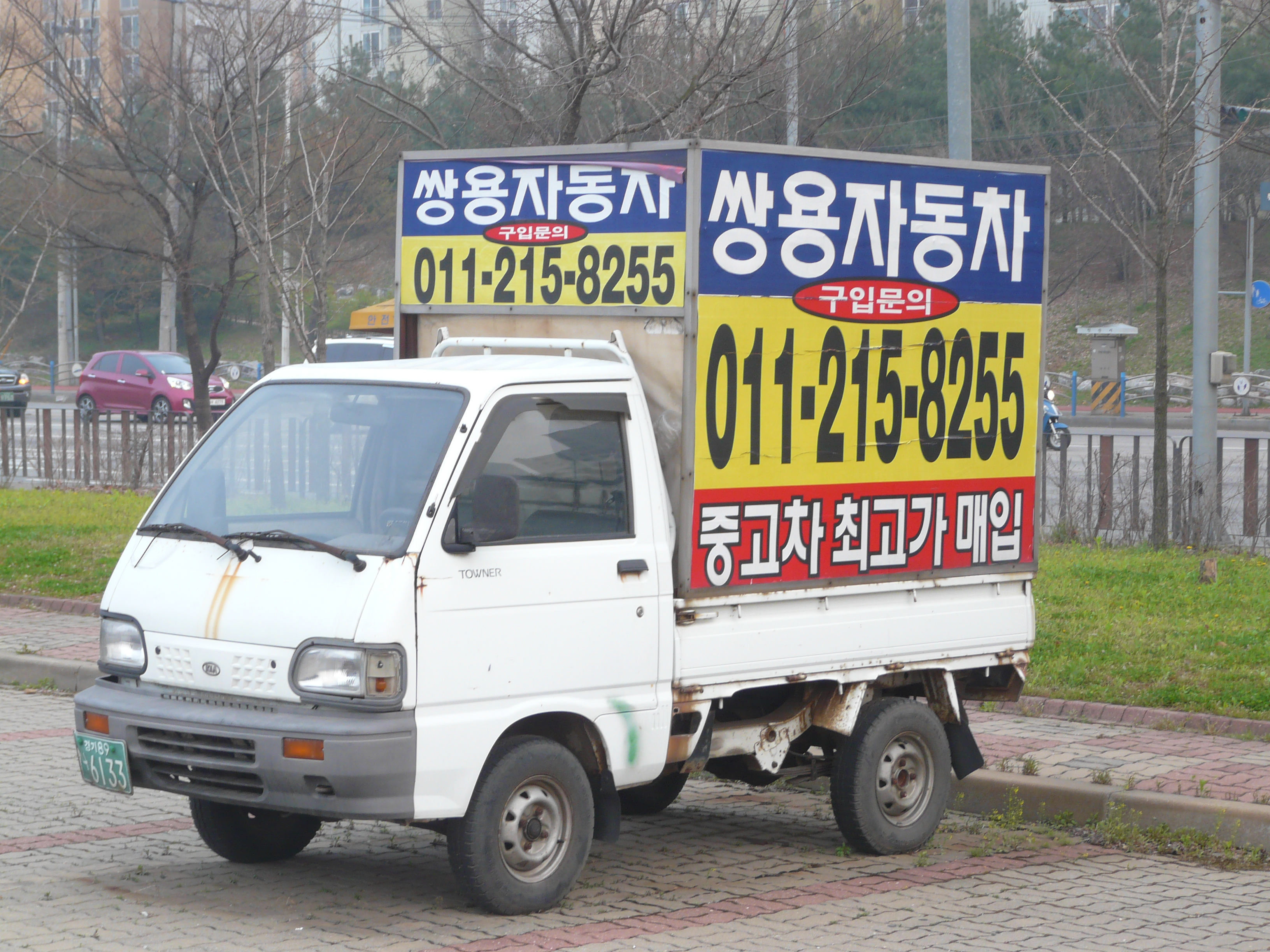
기아 타우너 픽업 정측면

1992년 5월 1일에 출시되었으며 다이하쓰 하이제트(7세대)를 베이스로 만들었다. 타우너 시판 이전인 1991년 5월부터 1992년에 출시 이후까지 아시아자동차공업에서는 타우너 개발을 위해 생산직 근로자들을 일본 다이하쓰에 연수를 보낸적 있었다. 1992년 당시 트럭은 365만 원, 7인승 코치는 461만 원이었으며 배우 최진실이 광고에 등장하기도 하였다. 트럭은 초창기에는 숏 카고로만 출시됐으나, 후기에는 짐받이를 길게 늘린 롱 카고도 출시됐다. 타우너의 최대 등판능력은 21도이며 최소 회전반경은 3.6m이다. 1999년 6월에 아시아자동차공업이 기아자동차에게 흡수 합병되어 기아자동차 상용차부문에서 계속 생산하였으며, 2000년에는 휘발유 엔진을 단종시키는 한편 마이너 체인지를 통해 편의장비를 보강했다. 범퍼에 색깔 있는 띠를 두르고 뒤창 열선과 와이퍼 장비를 더하는 한편 차체 옆의 데코레이션 테이프와 리어 엠블럼 디자인도 새롭게 바꾸었다. 파워 도어록과 파워 윈도도 모두 기본으로 갖추었다. 경차로는 유일하게 타코미터가 달렸으며 LPG엔진은 직렬 3기통 796cc 최고출력 35마력, 5.5kg•m의 최대토크를 발휘하였으며 휘발유 엔진은 직렬 3기통 796cc 최고출력 40마력, 6.0kg•m의 최대토크를 냈다. 2002년 10월에 배기 가스 규제 미달로 인해 콤비, 코스모스와 함께 후속 차종 없이 단종되면서 경상용차량 시장에서 완전 철수하였다. 

#### 라인업
- 7/5인승 코치
- 5인승 멀티
- 2인승 패널 밴
- 표준 트럭
- 롱 카고 트럭
- 보냉 탑차
- 냉동 탑차
- 내장 탑차
- 홈로리

#### 제원
| 구분                 | 796cc 휘발유              | 796cc LPG                 |
| -------------------- | ------------------------- | ------------------------- |
| 전장 (mm)            | 3,613                     | 3,613                     |
| 전폭 (mm)            | 1,400                     | 1,400                     |
| 전고 (mm)            | 1,825                     | 1,825                     |
| 축거 (mm)            | 1,810                     | 1,810                     |
| 윤거 (전, mm)        | 1,205                     | 1,205                     |
| 윤거 (후, mm)        | 1,220                     | 1,220                     |
| 승차 정원            | 2명/5명/7명               | 2명/5명/7명               |
| 구동 형식            | 후륜 구동                 | 후륜 구동                 |
| 변속기               | 수동 5단                  | 수동 5단                  |
| 엔진 형식            | CDL800                    | CDL800 LPG                |
| 연료                 | 가솔린                    | LPG                       |
| 배기량 (cc)          | 796                       | 796                       |
| 최고 출력 (ps/rpm)   | 40/5,200                  | 35/5,200                  |
| 최대 토크 (kg*m/rpm) | 6.0/4,400                 | 5.5/4,400                 |
| 최고속도 (km/h)      | 115                       | 115                       |
| 서스팬션 (전/후)     | 맥퍼슨 스트럿/리프 스프링 | 맥퍼슨 스트럿/리프 스프링 |
| 제동장치 (전/후)     | V 디스크/드럼             | V 디스크/드럼             |
| 조향장치             | 랙 앤 피니언              | 랙 앤 피니언              |
| 연비 (km/L)          |                           | 22.4                      |